# Niesijärvi (sjö, lat 66,32, long 26,30)
Niesijärvi är en sjö i Finland. Den ligger i kommunen Rovaniemi i landskapet Lappland, i den norra delen av landet, 700 km norr om huvudstaden Helsingfors. Niesijärvi ligger 166,1 meter över havet. Den är 10 meter djup. Arean är 51,8 hektar och strandlinjen är 4,23 kilometer lång. Sjön  ingår i Kemi älvs huvudavrinningsområde.   Den sträcker sig 0,9 kilometer i nord-sydlig riktning, och 1,1 kilometer i öst-västlig riktning.